# Kidei unitárius templom
A kidei unitárius templom műemlékké nyilvánított templom Romániában, Kolozs megyében. A romániai műemlékek jegyzékében a CJ-II-m-B-07561 sorszámon szerepel.